# Liberty House Group
Liberty House Group ou Liberty Steel est une entreprise industrielle britannique spécialisée dans la métallurgie et la sidérurgie, plus particulièrement sur le commerce des métaux ferreux et non ferreux, le recyclage des métaux, la production d'acier et d'aluminium et l'ingénierie.

## Histoire
Fondée en 1992 par l'industriel Sanjeev Gupta, son siège est situé à Mayfair (Londres).
L'entreprise, en collaboration avec le groupe SIMEC , qui fait partie de l'alliance GFG , a acheté l'usine de fonderie d'aluminium Lochaber au groupe Rio Tinto en novembre 2016 et possède des centres mondiaux à Dubaï , Singapour et Hong Kong.
En février 2017, la société a accepté d'acheter la division des aciers spéciaux de Tata Steel Europe pour 100 millions de livres sterling. L'achat comprenait les installations de la division à Rotherham, Stocksbridge et Brinsworth dans le South Yorkshire et à Weddbury dans les West Midlands. En juillet 2017, Liberty a acheté le sidérurgiste sud-australien Arrium [6] qui a été rebadgé "LibertyOneSteel" pour la première année et est maintenant Liberty Steel.
En décembre 2017, Liberty House acquiert l'usine de Dunkerque, la plus importante fonderie d'Europe, puis en avril 2019 réunit les Fonderies du Poitou (scindées depuis 2002) par l'achat de Saint Jean Industries Poitou Alu et de Poitou Fonte.
En octobre 2020, Liberty House annonce faire une offre sur Thyssenkrupp, une opération échouée entre ce dernier et Tata Steel.
En mai 2021, l'entreprise annonce la mise en vente de l'aciérie Ascoval et du site d'Hayange.